# Deuxième circonscription de Loir-et-Cher
La deuxième circonscription de Loir-et-Cher est l'une des trois circonscriptions législatives françaises que compte le département de Loir-et-Cher situé en région Centre-Val de Loire.

## Description géographique et démographique

### De 1958 à 1986
La deuxième circonscription de Loir-et-Cher était composée de :
- canton de Bracieux
- canton de Lamotte-Beuvron
- canton de Mennetou-sur-Cher
- canton de Neung-sur-Beuvron
- canton de Romorantin
- canton de Saint-Aignan
- canton de Salbris
- canton de Selles-sur-Cher

Source : Journal Officiel du 14-15 Octobre 1958.

### Depuis 1988
La deuxième circonscription de Loir-et-Cher est délimitée par le découpage électoral de la loi no 86-1197 du 24 novembre 1986
, elle regroupe les divisions administratives suivantes : 
- canton de Bracieux
- canton de Lamotte-Beuvron
- canton de Mennetou-sur-Cher
- canton de Neung-sur-Beuvron
- canton de Romorantin-Lanthenay-Nord
- canton de Romorantin-Lanthenay-Sud
- canton de Saint-Aignan
- canton de Salbris
- canton de Selles-sur-Cher

D'après le recensement général de la population en 1999, réalisé par l'Institut national de la statistique et des études économiques (INSEE), la population totale de cette circonscription est estimée à 101563 habitants,.

## Historique des députations
| Législature | Début de mandat | Fin de mandat  | Député                  | Parti politique        | Observations                                                                           |
| ----------- | --------------- | -------------- | ----------------------- | ---------------------- | -------------------------------------------------------------------------------------- |
| IXe         | 23 juin 1988    | 1er avril 1993 | Jeanny Lorgeoux,        | PS,                    |                                                                                        |
| Xe          | 2 avril 1993    | 21 avril 1997  | Patrice Martin-Lalande, | RPR,                   | Mandat écourté à la suite d'une dissolution parlementaire décidée par Jacques Chirac.  |
| XIe         | 12 juin 1997    | 18 juin 2002   | Patrice Martin-Lalande  | RPR                    |                                                                                        |
| XIIe        | 19 juin 2002    | 19 juin 2007   | Patrice Martin-Lalande, | UMP,                   |                                                                                        |
| XIIIe       | 20 juin 2007    | 19 juin 2012   | Patrice Martin-Lalande, | UMP,                   |                                                                                        |
| XIVe        | 20 juin 2012    | 20 juin 2017   | Patrice Martin-Lalande, | UMP,                   |                                                                                        |
| XVe         | 21 juin 2017    | 21 juin 2022   | Guillaume Peltier       | LR                     |                                                                                        |
| XVIe        | 22 juin 2022    | 9 juin 2024    | Roger Chudeau           | Rassemblement national | Mandat écourté à la suite d'une dissolution parlementaire décidée par Emmanuel Macron. |
| XVIIe       | 8 juillet 2024  | En cours       | Roger Chudeau           | Rassemblement national |                                                                                        |

## Historique des élections

### Élections de 1958
| Candidat       | Candidat                   | Parti          | Premier tour | Premier tour | Second tour | Second tour |  |
| Candidat       | Candidat                   | Parti          | Voix         | %            | Voix        | %           |  |
| -------------- | -------------------------- | -------------- | ------------ | ------------ | ----------- | ----------- |  |
|                | Pierre Comte-Offenbach élu | UNR            | 10 157       | 24,74        | 22 259      | 53,92       |  |
|                | Kléber Loustau             | SFIO           | 10 061       | 24,51        | 11 047      | 26,76       |  |
|                | Georges Daudu              | CNIP           | 8 473        | 20,64        | Retrait     | Retrait     |  |
|                | Bernard Paumier            | PCF            | 8 404        | 20,47        | 7 973       | 19,31       |  |
|                | Antoine de Briey           | MRP            | 3 954        | 9,63         | Retrait     | Retrait     |  |
|                |                            |                |              |              |             |             |  |
| Inscrits       | Inscrits                   | Inscrits       | 53 359       | 100,00       | 53 353      | 100,00      |  |
| Abstentions    | Abstentions                | Abstentions    | 11 217       | 21,02        | 11 390      | 21,35       |  |
| Votants        | Votants                    | Votants        | 42 142       | 78,98        | 41 963      | 78,65       |  |
| Blancs et nuls | Blancs et nuls             | Blancs et nuls | 1 093        | 2,59         | 684         | 1,63        |  |
| Exprimés       | Exprimés                   | Exprimés       | 41 049       | 97,41        | 41 279      | 98,37       |  |

Le suppléant de Pierre Comte-Offenbach était René Lépine, agriculteur, maire de Millançay.

### Élections de 1962
| Candidat       | Candidat           | Parti          | Premier tour | Premier tour | Second tour | Second tour |  |
| Candidat       | Candidat           | Parti          | Voix         | %            | Voix        | %           |  |
| -------------- | ------------------ | -------------- | ------------ | ------------ | ----------- | ----------- |  |
|                | Jacques Thyraud    | UNR-UDT        | 12 342       | 35,03        | 18 445      | 47,68       |  |
|                | Kléber Loustau élu | SFIO           | 9 057        | 25,71        | 20 243      | 52,32       |  |
|                | Bernard Paumier    | PCF            | 7 752        | 22           | Retrait     | Retrait     |  |
|                | Georges Daudu      | CNIP           | 4 901        | 13,91        | Retrait     | Retrait     |  |
|                | Antoine de Briey   | Modérés        | 1 178        | 3,34         |             |             |  |
|                |                    |                |              |              |             |             |  |
| Inscrits       | Inscrits           | Inscrits       | 53 387       | 100,00       | 53 381      | 100,00      |  |
| Abstentions    | Abstentions        | Abstentions    | 17 103       | 32,04        | 13 377      | 25,06       |  |
| Votants        | Votants            | Votants        | 36 284       | 67,96        | 40 004      | 74,94       |  |
| Blancs et nuls | Blancs et nuls     | Blancs et nuls | 1 054        | 2,9          | 1 316       | 3,29        |  |
| Exprimés       | Exprimés           | Exprimés       | 35 230       | 97,1         | 38 688      | 96,71       |  |

Le suppléant de Kléber Loustau était Louis Boichot, conseiller général, maire de Salbris.

### Élections de 1967
| Candidat       | Candidat                     | Parti          | Premier tour | Premier tour | Second tour | Second tour |  |
| Candidat       | Candidat                     | Parti          | Voix         | %            | Voix        | %           |  |
| -------------- | ---------------------------- | -------------- | ------------ | ------------ | ----------- | ----------- |  |
|                | Kléber Loustau sortant réélu | SFIO (FGDS)    | 15 661       | 36,6         | 24 946      | 58,46       |  |
|                | Jacques Thyraud              | UD-Ve          | 15 474       | 36,16        | 17 724      | 41,54       |  |
|                | Bernard Paumier              | PCF            | 8 666        | 20,25        | Retrait     | Retrait     |  |
|                | René Lafosse                 | CD (PDM)       | 2 990        | 6,99         |             |             |  |
|                |                              |                |              |              |             |             |  |
| Inscrits       | Inscrits                     | Inscrits       | 53 870       | 100,00       | 53 853      | 100,00      |  |
| Abstentions    | Abstentions                  | Abstentions    | 10 143       | 18,83        | 10 120      | 18,79       |  |
| Votants        | Votants                      | Votants        | 43 727       | 81,17        | 43 733      | 81,21       |  |
| Blancs et nuls | Blancs et nuls               | Blancs et nuls | 936          | 2,14         | 1 063       | 2,43        |  |
| Exprimés       | Exprimés                     | Exprimés       | 42 791       | 97,86        | 42 670      | 97,57       |  |

Le suppléant de Kléber Loustau était Louis Boichot.

### Élections de 1968
| Candidat       | Candidat               | Parti          | Premier tour | Premier tour | Second tour | Second tour |  |
| Candidat       | Candidat               | Parti          | Voix         | %            | Voix        | %           |  |
| -------------- | ---------------------- | -------------- | ------------ | ------------ | ----------- | ----------- |  |
|                | Roger Corrèze élu      | UDR (URP)      | 19 934       | 47,6         | 21 935      | 51,08       |  |
|                | Kléber Loustau sortant | SFIO (FGDS)    | 15 188       | 36,27        | 21 008      | 48,92       |  |
|                | Bernard Paumier        | PCF            | 6 755        | 16,13        | Retrait     | Retrait     |  |
|                |                        |                |              |              |             |             |  |
| Inscrits       | Inscrits               | Inscrits       | 53 377       | 100,00       | 53 370      | 100,00      |  |
| Abstentions    | Abstentions            | Abstentions    | 10 625       | 19,91        | 9 845       | 18,45       |  |
| Votants        | Votants                | Votants        | 42 752       | 80,09        | 43 525      | 81,55       |  |
| Blancs et nuls | Blancs et nuls         | Blancs et nuls | 875          | 2,05         | 582         | 1,34        |  |
| Exprimés       | Exprimés               | Exprimés       | 41 877       | 97,95        | 42 943      | 98,66       |  |

Le suppléant de Roger Corrèze était Michel Girard, directeur commercial à Châtillon-sur-Cher.

### Élections de 1973
| Candidat       | Candidat                    | Parti          | Premier tour | Premier tour | Second tour | Second tour |  |
| Candidat       | Candidat                    | Parti          | Voix         | %            | Voix        | %           |  |
| -------------- | --------------------------- | -------------- | ------------ | ------------ | ----------- | ----------- |  |
|                | Roger Corrèze sortant réélu | UDR (URP)      | 18 517       | 40,33        | 24 469      | 52,16       |  |
|                | Lucien Gigaud               | PS (UGSD)      | 10 634       | 23,16        | 22 438      | 47,84       |  |
|                | Jean Auger                  | PCF            | 8 250        | 17,97        | Retrait     | Retrait     |  |
|                | Guy Martineau               | MR             | 5 780        | 12,59        | Retrait     | Retrait     |  |
|                | Annie Sornin                | LO             | 1 633        | 3,56         |             |             |  |
|                | J.M. Boucher                | Divers droite  | 1 100        | 2,4          |             |             |  |
|                |                             |                |              |              |             |             |  |
| Inscrits       | Inscrits                    | Inscrits       | 56 840       | 100,00       | 56 824      | 100,00      |  |
| Abstentions    | Abstentions                 | Abstentions    | 9 858        | 17,34        | 8 762       | 15,42       |  |
| Votants        | Votants                     | Votants        | 46 982       | 82,66        | 48 062      | 84,58       |  |
| Blancs et nuls | Blancs et nuls              | Blancs et nuls | 1 068        | 2,27         | 1 155       | 2,4         |  |
| Exprimés       | Exprimés                    | Exprimés       | 45 914       | 97,73        | 46 907      | 97,6        |  |

Le suppléant de Roger Corrèze était Michel Girard.

### Élections de 1978
|                | Roger Corrèze sortant réélu | RPR            | 27 365 | 50,41  |  |  |  |
|                | Jeanny Lorgeoux             | PS             | 15 131 | 27,88  |  |  |  |
|                | Jacqueline Delanoue         | PCF            | 9 891  | 18,22  |  |  |  |
|                | Claude Bedu                 | LO             | 1 894  | 3,49   |  |  |  |
|                |                             |                |        |        |  |  |  |
| Inscrits       | Inscrits                    | Inscrits       | 65 327 | 100,00 |  |  |  |
| Abstentions    | Abstentions                 | Abstentions    | 9 683  | 14,82  |  |  |  |
| Votants        | Votants                     | Votants        | 55 644 | 85,18  |  |  |  |
| Blancs et nuls | Blancs et nuls              | Blancs et nuls | 1 363  | 2,45   |  |  |  |
| Exprimés       | Exprimés                    | Exprimés       | 54 281 | 97,55  |  |  |  |

Le suppléant de Roger Corrèze était Michel Girard.

### Élections de 1981
| Candidat       | Candidat                    | Parti          | Premier tour | Premier tour | Second tour | Second tour |  |
| Candidat       | Candidat                    | Parti          | Voix         | %            | Voix        | %           |  |
| -------------- | --------------------------- | -------------- | ------------ | ------------ | ----------- | ----------- |  |
|                | Roger Corrèze sortant réélu | RPR (UNM)      | 24 964       | 49,02        | 27 562      | 50,13       |  |
|                | Jeanny Lorgeoux             | PS             | 18 673       | 36,67        | 27 421      | 49,87       |  |
|                | Jacqueline Delanoue         | PCF            | 5 904        | 11,59        |             |             |  |
|                | Jean-Claude Bourgait        | Divers gauche  | 1 384        | 2,72         |             |             |  |
|                |                             |                |              |              |             |             |  |
| Inscrits       | Inscrits                    | Inscrits       | 68 098       | 100,00       | 68 089      | 100,00      |  |
| Abstentions    | Abstentions                 | Abstentions    | 16 492       | 24,22        | 12 374      | 18,17       |  |
| Votants        | Votants                     | Votants        | 51 606       | 75,78        | 55 715      | 81,83       |  |
| Blancs et nuls | Blancs et nuls              | Blancs et nuls | 681          | 1,32         | 732         | 1,31        |  |
| Exprimés       | Exprimés                    | Exprimés       | 50 925       | 98,68        | 54 983      | 98,69       |  |

Le suppléant de Roger Corrèze était Michel Girard.

### Élections de 1988
| Candidat       | Candidat               | Parti          | Premier tour | Premier tour | Second tour | Second tour |  |
| Candidat       | Candidat               | Parti          | Voix         | %            | Voix        | %           |  |
| -------------- | ---------------------- | -------------- | ------------ | ------------ | ----------- | ----------- |  |
|                | Jeanny Lorgeoux élu    | PS             | 21 614       | 43,08        | 27 864      | 50,65       |  |
|                | Patrice Martin-Lalande | RPR (URC)      | 21 168       | 42,2         | 27 148      | 49,35       |  |
|                | Pierre Bertoux         | PCF            | 3 894        | 7,76         |             |             |  |
|                | Miguel de Peyrecave    | FN             | 3 491        | 6,96         |             |             |  |
|                |                        |                |              |              |             |             |  |
| Inscrits       | Inscrits               | Inscrits       | 71 522       | 100,00       | 71 497      | 100,00      |  |
| Abstentions    | Abstentions            | Abstentions    | 20 446       | 28,59        | 15 359      | 21,48       |  |
| Votants        | Votants                | Votants        | 51 076       | 71,41        | 56 138      | 78,52       |  |
| Blancs et nuls | Blancs et nuls         | Blancs et nuls | 909          | 1,78         | 1 126       | 2,01        |  |
| Exprimés       | Exprimés               | Exprimés       | 50 167       | 98,22        | 55 012      | 97,99       |  |

Le suppléant de Jeanny Lorgeoux était Yves Piau, vétérinaire, conseiller municipal et ancien maire de Saint-Aignan.

### Élections de 1993
| Candidat       | Candidat                   | Parti          | Premier tour | Premier tour | Second tour | Second tour |  |
| Candidat       | Candidat                   | Parti          | Voix         | %            | Voix        | %           |  |
| -------------- | -------------------------- | -------------- | ------------ | ------------ | ----------- | ----------- |  |
|                | Patrice Martin-Lalande élu | RPR (UPF)      | 22 133       | 44,93        | 29 612      | 57,8        |  |
|                | Jeanny Lorgeoux sortant    | PS (ADFP)      | 12 257       | 24,88        | 21 616      | 42,2        |  |
|                | Robert Binet               | FN             | 6 113        | 12,41        |             |             |  |
|                | Jean-Claude Delanoue       | PCF            | 4 354        | 8,84         |             |             |  |
|                | Roger Doire                | GÉ (EÉ)        | 2 649        | 5,38         |             |             |  |
|                | Eric Talles                | LT-LNÉ         | 1 756        | 3,56         |             |             |  |
|                |                            |                |              |              |             |             |  |
| Inscrits       | Inscrits                   | Inscrits       | 73 648       | 100,00       | 73 646      | 100,00      |  |
| Abstentions    | Abstentions                | Abstentions    | 19 411       | 26,36        | 18 877      | 25,63       |  |
| Votants        | Votants                    | Votants        | 54 237       | 73,64        | 54 769      | 74,37       |  |
| Blancs et nuls | Blancs et nuls             | Blancs et nuls | 4 975        | 9,17         | 3 541       | 6,47        |  |
| Exprimés       | Exprimés                   | Exprimés       | 49 262       | 90,83        | 51 228      | 93,53       |  |

Le suppléant de Patrice Martin-Lalande était le Docteur Olivier Bouton, UDF, conseiller municipal de Romorantin-Lanthenay.

### Élections de 1997
| Candidat       | Candidat                             | Parti          | Premier tour | Premier tour | Second tour | Second tour |  |
| Candidat       | Candidat                             | Parti          | Voix         | %            | Voix        | %           |  |
| -------------- | ------------------------------------ | -------------- | ------------ | ------------ | ----------- | ----------- |  |
|                | Patrice Martin-Lalande sortant réélu | RPR            | 18 005       | 36,01        | 26 455      | 50,13       |  |
|                | Jeanny Lorgeoux                      | PS             | 17 207       | 34,42        | 26 313      | 49,87       |  |
|                | Paul Pelletier                       | FN             | 7 540        | 15,08        |             |             |  |
|                | Sylvie Hemme                         | PCF            | 4 376        | 8,75         |             |             |  |
|                | Cédric Daub                          | GÉ             | 1 499        | 3            |             |             |  |
|                | Étienne Bourgeois                    | MÉI            | 1 367        | 2,73         |             |             |  |
|                |                                      |                |              |              |             |             |  |
| Inscrits       | Inscrits                             | Inscrits       | 73 885       | 100,00       | 73 885      | 100,00      |  |
| Abstentions    | Abstentions                          | Abstentions    | 21 036       | 28,47        | 17 974      | 24,33       |  |
| Votants        | Votants                              | Votants        | 52 849       | 71,53        | 55 911      | 75,67       |  |
| Blancs et nuls | Blancs et nuls                       | Blancs et nuls | 2 855        | 5,4          | 3 143       | 5,62        |  |
| Exprimés       | Exprimés                             | Exprimés       | 49 994       | 94,6         | 52 768      | 94,38       |  |

La suppléante de Patrice Martin-Lalande était Sylvaine Laurent.

### Élections de 2002
| Candidat       | Candidat                             | Parti            | Premier tour | Premier tour | Second tour | Second tour |  |
| Candidat       | Candidat                             | Parti            | Voix         | %            | Voix        | %           |  |
| -------------- | ------------------------------------ | ---------------- | ------------ | ------------ | ----------- | ----------- |  |
|                | Patrice Martin-Lalande sortant réélu | UMP              | 21 783       | 42,9         | 26 767      | 56,84       |  |
|                | Jeanny Lorgeoux                      | PS               | 16 224       | 31,95        | 20 324      | 43,16       |  |
|                | Paul Pelletier                       | FN               | 6 117        | 12,05        |             |             |  |
|                | Yvon Chéry                           | PCF              | 1 981        | 3,9          |             |             |  |
|                | Pierre Moreau                        | CPNT             | 1 301        | 2,56         |             |             |  |
|                | Sylvie Grahouielle                   | Extrême droite   | 872          | 1,72         |             |             |  |
|                | Pierre Bienvenu                      | LO               | 774          | 1,52         |             |             |  |
|                | Étienne Bourgeois                    | MÉI              | 608          | 1,2          |             |             |  |
|                | Guy Lemêle                           | Pôle républicain | 395          | 0,78         |             |             |  |
|                | Philippe Le Nagat                    | MNR              | 371          | 0,73         |             |             |  |
|                | Guillaume de Ferron                  | MPF              | 283          | 0,56         |             |             |  |
|                | Daniel Watrin                        | Divers           | 65           | 0,13         |             |             |  |
|                |                                      |                  |              |              |             |             |  |
| Inscrits       | Inscrits                             | Inscrits         | 76 928       | 100,00       | 76 928      | 100,00      |  |
| Abstentions    | Abstentions                          | Abstentions      | 25 098       | 32,63        | 28 056      | 36,47       |  |
| Votants        | Votants                              | Votants          | 51 830       | 67,37        | 48 872      | 63,53       |  |
| Blancs et nuls | Blancs et nuls                       | Blancs et nuls   | 1 056        | 2,04         | 1 781       | 3,64        |  |
| Exprimés       | Exprimés                             | Exprimés         | 50 774       | 97,96        | 47 091      | 96,36       |  |

La suppléante de Patrice Martin-Lalande était Sylvaine Laurent.

### Élections de 2007
| Candidat       | Candidat                             | Parti          | Premier tour | Premier tour | Second tour | Second tour |  |
| Candidat       | Candidat                             | Parti          | Voix         | %            | Voix        | %           |  |
| -------------- | ------------------------------------ | -------------- | ------------ | ------------ | ----------- | ----------- |  |
|                | Patrice Martin-Lalande sortant réélu | UMP            | 22 643       | 45,34        | 26 735      | 55,15       |  |
|                | Jeanny Lorgeoux                      | PS             | 14 375       | 28,79        | 21 745      | 44,85       |  |
|                | Jean-Pierre Albertini                | UDF–MoDem      | 4 161        | 8,33         |             |             |  |
|                | Alain Retsin                         | FN             | 2 544        | 5,09         |             |             |  |
|                | Jean-Claude Delanoue                 | PCF            | 1 179        | 2,36         |             |             |  |
|                | Philippe Gauthier                    | Les Verts      | 1 084        | 2,17         |             |             |  |
|                | Valérie Clement                      | CPNT           | 944          | 1,89         |             |             |  |
|                | Elsa Petit-Hassan                    | LCR            | 841          | 1,68         |             |             |  |
|                | Jeannine Houry                       | MPF            | 603          | 1,21         |             |             |  |
|                | Dominique Aubrun                     | LO             | 422          | 0,85         |             |             |  |
|                | Étienne Bourgeois                    | MÉI            | 420          | 0,84         |             |             |  |
|                | Gérard Viginier                      | MNR            | 284          | 0,57         |             |             |  |
|                | John Derre                           | Divers         | 239          | 0,48         |             |             |  |
|                | Claude Lecaille                      | Divers         | 199          | 0,4          |             |             |  |
|                |                                      |                |              |              |             |             |  |
| Inscrits       | Inscrits                             | Inscrits       | 80 085       | 100,00       | 80 085      | 100,00      |  |
| Abstentions    | Abstentions                          | Abstentions    | 29 250       | 36,52        | 30 087      | 37,57       |  |
| Votants        | Votants                              | Votants        | 50 835       | 63,48        | 49 998      | 62,43       |  |
| Blancs et nuls | Blancs et nuls                       | Blancs et nuls | 897          | 1,76         | 1 518       | 3,04        |  |
| Exprimés       | Exprimés                             | Exprimés       | 49 938       | 98,24        | 48 480      | 96,96       |  |

### Élections de 2012
| Candidat       | Candidat                             | Parti                              | Premier tour | Premier tour | Second tour | Second tour |  |
| Candidat       | Candidat                             | Parti                              | Voix         | %            | Voix        | %           |  |
| -------------- | ------------------------------------ | ---------------------------------- | ------------ | ------------ | ----------- | ----------- |  |
|                | Patrice Martin-Lalande sortant réélu | UMP                                | 17 627       | 36,84        | 24 860      | 53,16       |  |
|                | Tania André                          | PS                                 | 15 631       | 32,67        | 21 905      | 46,84       |  |
|                | Tatiana Gabillas                     | FN (RBM)                           | 9 080        | 18,98        |             |             |  |
|                | Bernadette Leménager                 | PCF (FG)                           | 2 006        | 4,19         |             |             |  |
|                | Louis de Redon                       | MoDem                              | 1 124        | 2,35         |             |             |  |
|                | Sylvaine Lavaud-Ravion               | EÉLV                               | 1 037        | 2,17         |             |             |  |
|                | Marilyne Hariti                      | DLR                                | 412          | 0,86         |             |             |  |
|                | Flavia Verri                         | NPA (GA, ALT)                      | 406          | 0,85         |             |             |  |
|                | Jean-Luc Couppé                      | AÉI                                | 278          | 0,58         |             |             |  |
|                | Dominique Aubrun                     | LO                                 | 216          | 0,45         |             |             |  |
|                | François Dubois                      | Divers (Pour le respect de la vie) | 35           | 0,07         |             |             |  |
|                |                                      |                                    |              |              |             |             |  |
| Inscrits       | Inscrits                             | Inscrits                           | 80 287       | 100,00       | 80 287      | 100,00      |  |
| Abstentions    | Abstentions                          | Abstentions                        | 31 680       | 39,46        | 31 908      | 39,74       |  |
| Votants        | Votants                              | Votants                            | 48 607       | 60,54        | 48 379      | 60,26       |  |
| Blancs et nuls | Blancs et nuls                       | Blancs et nuls                     | 755          | 1,55         | 1 614       | 3,34        |  |
| Exprimés       | Exprimés                             | Exprimés                           | 47 852       | 98,45        | 46 765      | 96,66       |  |

### Élections de 2017
Les élections législatives françaises de 2017 ont eu lieu les dimanches 11 et 18 juin 2017.
|                                                                              |                                                                           |                           |                           |                          |                          |
|                                                                              |                                                                           | Premier tour 11 juin 2017 | Premier tour 11 juin 2017 | Second tour 18 juin 2017 | Second tour 18 juin 2017 |
|                                                                              |                                                                           |                           |                           |                          |                          |
|                                                                              |                                                                           | Nombre                    | % des inscrits            | Nombre                   | % des inscrits           |
| Inscrits                                                                     | Inscrits                                                                  | 80 338                    | 100,00                    | 80 340                   | 100,00                   |
| Abstentions                                                                  | Abstentions                                                               | 37 592                    | 46,79                     | 41 306                   | 51,41                    |
| Votants                                                                      | Votants                                                                   | 42 746                    | 53,21                     | 39 034                   | 48,59                    |
|                                                                              |                                                                           |                           | % des votants             |                          | % des votants            |
| Bulletins blancs                                                             | Bulletins blancs                                                          | 624                       | 1,46                      | 2 532                    | 6,49                     |
| Bulletins nuls                                                               | Bulletins nuls                                                            | 276                       | 0,65                      | 1 070                    | 2,74                     |
| Suffrages exprimés                                                           | Suffrages exprimés                                                        | 41 846                    | 97,89                     | 35 432                   | 90,77                    |
|                                                                              |                                                                           |                           |                           |                          |                          |
| Candidat Étiquette politique (partis et alliances)                           | Candidat Étiquette politique (partis et alliances)                        | Voix                      | % des exprimés            | Voix                     | % des exprimés           |
|                                                                              |                                                                           |                           |                           |                          |                          |
|                                                                              | Guillaume Peltier Les Républicains (Union des démocrates et indépendants) | 12 170                    | 29,08                     | 19 108                   | 53,93                    |
|                                                                              | Jean-Luc Brault La République en marche                                   | 12 043                    | 28,78                     | 16 324                   | 46,07                    |
|                                                                              | Mathilde Paris Front national                                             | 7 505                     | 17,93                     |                          |                          |
|                                                                              | Yvon Chéry La France insoumise                                            | 4 125                     | 9,86                      |                          |                          |
|                                                                              | Didier Guénin Parti socialiste                                            | 2 072                     | 4,95                      |                          |                          |
|                                                                              | Olivia Marchal Divers droite                                              | 1 078                     | 2,58                      |                          |                          |
|                                                                              | Marie Robin Europe Écologie Les Verts                                     | 891                       | 2,13                      |                          |                          |
|                                                                              | Jean-Claude Delanoue Parti communiste français                            | 713                       | 1,70                      |                          |                          |
|                                                                              | Marilyne Corbeau Debout la France                                         | 611                       | 1,46                      |                          |                          |
|                                                                              | Sarah Laurent Écologiste (Alliance écologiste indépendante)               | 280                       | 0,67                      |                          |                          |
|                                                                              | Francesca Di Pietro Lutte ouvrière                                        | 203                       | 0,49                      |                          |                          |
|                                                                              | Grégory Houssin Divers (Union populaire républicaine)                     | 155                       | 0,37                      |                          |                          |
| Source : Ministère de l'Intérieur - Deuxième circonscription de Loir-et-Cher |                                                                           |                           |                           |                          |                          |

### Élections de 2022
Les élections législatives françaises de 2022 se déroulent les dimanches 12 et 19 juin 2022.
| Résultats des élections législatives des 12 et 19 juin 2022 de la 2e circonscription du Loir-et-Cher |                          |                          |                          |              |              |             |             |
| Candidat                                                                                             | Candidat                 | Parti et coalition       | Nuance                   | Premier tour | Premier tour | Second tour | Second tour |
| Candidat                                                                                             | Candidat                 | Parti et coalition       | Nuance                   | Voix         | %            | Voix        | %           |
| | Roger Chudeau            | RN                       | RN                       | 9 493        | 24,04        | 18 107      | 51,07       |
| | Emmanuelle Chaplaut      | LREM (ENS)               | ENS                      | 8 009        | 20,28        | 17 347      | 48,93       |
| | Pascal Bioulac           | LR (UDC)                 | LR                       | 6 824        | 17,28        |             |             |
| | Jérémie Demaline         | PCF (NUPES)              | NUP                      | 6 703        | 16,97        |             |             |
| | Guillaume Peltier        | REC                      | REC                      | 5 523        | 13,99        |             |             |
| | Marie-Thérèse Druesne    | LMR                      | DVC                      | 860          | 2,18         |             |             |
| | Patrick Pinson           | LFA                      | DVC                      | 800          | 2,03         |             |             |
| | François Chereau         | UCE (ÉMP)                | DVC                      | 767          | 1,94         |             |             |
| | Caroline Maidon          | LO                       | DXG                      | 512          | 1,29         |             |             |
| Votes valides                                                                                        | Votes valides            | Votes valides            | Votes valides            | 39 491       | 97,50        | 35 454      | 91,36       |
| Votes blancs                                                                                         | Votes blancs             | Votes blancs             | Votes blancs             | 714          | 1,76         | 2 482       | 6,40        |
| Votes nuls                                                                                           | Votes nuls               | Votes nuls               | Votes nuls               | 297          | 0,73         | 870         | 2,24        |
| Total                                                                                                | Total                    | Total                    | Total                    | 40 502       | 100          | 48 806      | 100         |
| Abstention                                                                                           | Abstention               | Abstention               | Abstention               | 39 744       | 49,53        | 41 586      | 51,73       |
| Inscrits / participation                                                                             | Inscrits / participation | Inscrits / participation | Inscrits / participation | 80 246       | 50,47        | 80 392      | 48,27       |

### Élections de 2024
| Candidat                 | Candidat                   | Parti et coalition       | Nuance                   | Premier tour | Premier tour | Second tour | Second tour |
| Candidat                 | Candidat                   | Parti et coalition       | Nuance                   | Voix         | %            | Voix        | %           |
| ------------------------ | -------------------------- | ------------------------ | ------------------------ | ------------ | ------------ | ----------- | ----------- |
|                          | Roger Chudeau              | RN                       | RN                       | 25 611       | 49,72        | 27 188      | 52,24       |
|                          | Nils Aucante,              | app. HOR (ENS)           | DVD                      | 10 340       | 20,07        | 24 855      | 47,76       |
|                          | Sylvie Mayer,              | PCF (NFP)                | UG                       | 10 027       | 19,47        |             |             |
|                          | Alexandre Guillemaud,      | UDI                      | UDI                      | 2 803        | 5,44         |             |             |
|                          | Hervé Lancelot,            | REC                      | REC                      | 1 719        | 3,34         |             |             |
|                          | Caroline Maidon            | LO                       | EXG                      | 966          | 1,88         |             |             |
|                          | Bénédicte de Saint-Pierre, | SE                       | DVD                      | 46           | 0,09         |             |             |
|                          | Éric Fouque                | SE                       | DIV                      | 0            | 0,00         |             |             |
|                          |                            |                          |                          |              |              |             |             |
| Votes valides            | Votes valides              | Votes valides            | Votes valides            | 51 512       | 95,23        |             |             |
| Votes blancs             | Votes blancs               | Votes blancs             | Votes blancs             | 1 903        | 3,52         |             |             |
| Votes nuls               | Votes nuls                 | Votes nuls               | Votes nuls               | 680          | 1,26         |             |             |
| Total                    | Total                      | Total                    | Total                    | 54 095       | 100          |             | 100         |
| Abstention               | Abstention                 | Abstention               | Abstention               | 26 185       | 32,62        |             |             |
| Inscrits / participation | Inscrits / participation   | Inscrits / participation | Inscrits / participation | 80 280       | 67,38        |             |             |